# Acalypha dewevrei
Acalypha dewevrei é uma espécie de flor do gênero Acalypha, pertencente à família Euphorbiaceae.